# Малая Хета
Ма́лая Хе́та — река в Таймырском Долгано-Ненецком районе Красноярского края России, левый приток Енисея.
Длина реки — 298 км, площадь бассейна — 6430 км². Протекает по Западно-Сибирской равнине параллельно другому притоку, Большой Хете, но обладает по сравнению с ним ме́ньшей длиной и бассейном.
Берёт начало из озера Молохетекое, соединённого протокой с озером Дюбанохото. Впадает в Енисей рядом с Большой Хетой напротив посёлка Усть-Порт.
На реке расположен одноимённый заброшенный посёлок.
Крупнейшие притоки (от устья):
пр: Долганская
пр: Сыдкаяха
пр: Большая Лайда
пр: река, образующаяся при слиянии рек Сиговая и Кодло (Сухая)

## Топографические карты
- Лист карты R-45-XIX,XX Усть-Порт. Масштаб: 1 : 200 000. Указать дату выпуска/состояния местности.
- Лист карты R-45-XXV,XXVI Семеновский. Масштаб: 1 : 200 000. Указать дату выпуска/состояния местности.
- Лист карты R-45-XXXI,XXXII оз. Тайменье. Масштаб: 1 : 200 000. Указать дату выпуска/состояния местности.

## Фотографии
- МАЛАЯ ХЕТА. www.evgengusev.narod.ru. Дата обращения: 22 апреля 2019., © Е. А. Гусев, 2008